# Andrea Rispoli
Andrea Rispoli (Cava de' Tirreni, 29 settembre 1988) è un calciatore italiano, difensore o centrocampista del Crotone.

## Caratteristiche tecniche
Gioca come centrocampista o difensore esterno, sia a destra che a sinistra. Dotato di grande velocità, si contraddistingue come un ottimo crossatore e propenso al gol.

## Carriera

### Club

#### Brescia
Cresciuto calcisticamente nell'Alba Cavese di Cava de' Tirreni, sua città natale, milita in seguito negli Allievi nazionali della Salernitana. Dopo il fallimento della società campana del 2005, passa, all'età di ancora 16 anni, nelle giovanili del Brescia, dopo aver superato un provino. Verrà aggregato in prima squadra a partire dalla stagione 2007-2008 ed esordirà in Serie B con le rondinelle il 3 maggio 2008, nella trasferta vittoriosa contro il Modena, per poi riuscire a guadagnare un ruolo più importante nelle due stagioni successive. Segna il suo primo gol tra i professionisti il 1º giugno seguente, in Avellino-Brescia (1-1). Rimane a Brescia fino al giugno del 2010, segnando altre 7 reti, di cui 3 in 3 partite consecutive nel maggio precedente contro Ancona, di nuovo Modena e la sua ex squadra ai tempi delle giovanili Salernitana.

#### I vari prestiti
Nel luglio 2010 viene acquistato dal Parma, che ad agosto lo cede in prestito al Lecce, con cui Rispoli esordisce in Serie A il 26 settembre, in Palermo-Lecce (2-2). Con i salentini disputa 13 partite, in una stagione in cui la squadra pugliese riesce a raggiungere il diciassettesimo posto, salvandosi.
Rientrato al Brescia, nell'estate del 2011 si trasferisce, sempre in prestito, alla Sampdoria, in Serie B: contribuisce alla promozione della squadra in Serie A con 30 presenze. Durante la militanza alla Sampdoria, fu vittima di un'aggressione da parte dei tifosi scontenti delle ultime prestazioni. Per la stagione 2012-2013 viene acquistato dal Padova, rimanendo dunque in B. Con i biancoscudati torna al gol il 16 febbraio 2013, nella partita persa contro la Reggina e colleziona 9 cartellini gialli in tutto il campionato.
Viene poi ceduto al Parma, che, dopo una panchina all'inizio del campionato 2013-2014, lo gira in prestito, sempre in cadetteria, alla Ternana, con cui sigla 4 gol (collezionando altri 9 cartellini gialli durante il campionato) e raggiunge la salvezza.
Alla fine della stagione fa ritorno al Parma, ottenendo 14 presenze fino a febbraio 2015 e con il quale aveva trovato anche il gol in Coppa Italia, il 14 gennaio contro il Cagliari.

#### Palermo
Il 2 febbraio 2015 è ceduto al Palermo con la formula del prestito con diritto di riscatto. Il 2 luglio 2015, in seguito al fallimento societario del Parma, Rispoli si svincola e viene tesserato a titolo definitivo dal Palermo firmando un contratto quadriennale. Il 28 agosto 2016 sigla il primo gol con i siciliani (oltre che in Serie A) nella partita pareggiata per 1-1 contro l'Inter a San Siro. Il 23 aprile 2017 trova la sua prima doppietta in rosanero (e in Serie A) nella sconfitta contro la Lazio per 6-2. Chiuderà il campionato con il suo record personale di marcature stagionali, ben 6, rivelandosi uno dei migliori terzini del campionato nonostante la retrocessione in Serie B.
Rimasto in rosanero, torna al gol il 12 novembre 2017 nella vittoriosa trasferta sul campo della Cremonese (1-2). Il 27 febbraio 2018 realizza una doppietta nel successo casalingo per 4-1 contro l'Ascoli. Il 25 marzo, nel match contro il Carpi (vinto per 4-1), ottiene la centesima presenza con la maglia rosanero. Pur non riuscendo a raggiungere l’obiettivo della promozione, nemmeno nella finale play-off del torneo cadetto disputata contro il Frosinone, è confermato in rosa anche per la stagione successiva: in questa otterrà il terzo posto in Serie B, poi undicesimo per via di una pesante penalizzazione per illeciti amministrativi. A seguito dell'esclusione del club siciliano dal successivo campionato di seconda serie per inadempienze, ufficializzata il 24 giugno 2019, Rispoli si svincola dal club palermitano nel mese di luglio.

#### Ritorno al Lecce
Il 13 agosto 2019 firma per il Lecce, club neopromosso in Serie A, tornando a vestire la maglia dei salentini dopo otto anni. Con i giallorossi gioca 28 partite in massima serie e conclude il campionato con la retrocessione in Serie B.

#### Crotone e ritorno al Parma
L'8 settembre 2020 viene acquistato a titolo definitivo dal Crotone, neopromosso in Serie A, firmando un contratto biennale con opzione per il terzo anno. Veste la maglia dei calabresi in 19 occasioni in un campionato chiuso con la retrocessione in Serie B. Il 31 agosto 2021 si svincola dal club calabrese.
Nei primi mesi della stagione 2021-2022 si allena con la squadra di Eccellenza siciliana del Don Carlo Misilmeri, in attesa di una chiamata da parte di una squadra professionistica. Il 9 dicembre 2021 si accorda con il Parma, che milita in Serie B.

#### Cosenza e ritorno a Crotone
Il 9 luglio 2022 viene ingaggiato dal Cosenza. Il 12 febbraio 2023 segna la sua prima rete con i silani, nella sconfitta per 2-1 in casa del Bari. 
Il 1º febbraio 2024 ritorna a Crotone, nel frattempo retrocesso in terza serie.

### Nazionale
Tra il 2009 e il 2010 ha giocato 4 partite con la nazionale Under-21, con un gol all'attivo.

## Statistiche

### Presenze e reti nei club
Statistiche aggiornate al 21 maggio 2025.
| Stagione        | Squadra         | Campionato      | Campionato | Campionato | Coppa nazionale | Coppa nazionale | Coppa nazionale | Coppe europee | Coppe europee | Coppe europee | Altre coppe | Altre coppe | Altre coppe | Totale | Totale |
| Stagione        | Squadra         | Comp            | Pres       | Reti       | Comp            | Pres            | Reti            | Comp          | Pres          | Reti          | Comp        | Pres        | Reti        | Pres   | Reti   |
| --------------- | --------------- | --------------- | ---------- | ---------- | --------------- | --------------- | --------------- | ------------- | ------------- | ------------- | ----------- | ----------- | ----------- | ------ | ------ |
| 2007-2008       | Brescia         | B               | 5          | 1          | CI              | 0               | 0               | -             | -             | -             | -           | -           | -           | 5      | 1      |
| 2008-2009       | Brescia         | B               | 18+4       | 2+1        | CI              | 0               | 0               | -             | -             | -             | -           | -           | -           | 22     | 3      |
| 2009-2010       | Brescia         | B               | 30+4       | 5          | CI              | 2               | 0               | -             | -             | -             | -           | -           | -           | 36     | 5      |
| Totale Brescia  | Totale Brescia  | Totale Brescia  | 53+8       | 8+1        |                 | 2               | 0               |               | -             | -             |             | -           | -           | 63     | 9      |
| 2010-2011       | Lecce           | A               | 13         | 0          | CI              | 1               | 0               | -             | -             | -             | -           | -           | -           | 14     | 0      |
| 2011-2012       | Sampdoria       | B               | 30+4       | 0          | CI              | 0               | 0               | -             | -             | -             | -           | -           | -           | 34     | 0      |
| 2012-2013       | Padova          | B               | 31         | 1          | CI              | 2               | 0               | -             | -             | -             | -           | -           | -           | 33     | 1      |
| 2013-2014       | Ternana         | B               | 34         | 4          | CI              | 0               | 0               | -             | -             | -             | -           | -           | -           | 34     | 4      |
| 2014-gen. 2015  | Parma           | A               | 14         | 0          | CI              | 2               | 1               | -             | -             | -             | -           | -           | -           | 16     | 1      |
| gen.-giu. 2015  | Palermo         | A               | 15         | 0          | CI              | -               | -               | -             | -             | -             | -           | -           | -           | 15     | 0      |
| 2015-2016       | Palermo         | A               | 22         | 0          | CI              | 2               | 0               | -             | -             | -             | -           | -           | -           | 24     | 0      |
| 2016-2017       | Palermo         | A               | 32         | 6          | CI              | 1               | 0               | -             | -             | -             | -           | -           | -           | 33     | 6      |
| 2017-2018       | Palermo         | B               | 38+4       | 6          | CI              | 1               | 0               | -             | -             | -             | -           | -           | -           | 43     | 6      |
| 2018-2019       | Palermo         | B               | 22         | 0          | CI              | 0               | 0               | -             | -             | -             | -           | -           | -           | 22     | 0      |
| Totale Palermo  | Totale Palermo  | Totale Palermo  | 129+4      | 12         |                 | 4               | 0               |               | -             | -             |             | -           | -           | 137    | 12     |
| 2019-2020       | Lecce           | A               | 28         | 0          | CI              | 1               | 0               | -             | -             | -             | -           | -           | -           | 29     | 0      |
| Totale Lecce    | Totale Lecce    | Totale Lecce    | 41         | 0          |                 | 2               | 0               |               | -             | -             |             | -           | -           | 43     | 0      |
| 2020-2021       | Crotone         | A               | 19         | 0          | CI              | 1               | 0               | -             | -             | -             | -           | -           | -           | 20     | 0      |
| dic. 2021-2022  | Parma           | B               | 20         | 0          | CI              | -               | -               | -             | -             | -             | -           | -           | -           | 20     | 0      |
| Totale Parma    | Totale Parma    | Totale Parma    | 34         | 0          |                 | 2               | 1               |               | -             | -             |             | -           | -           | 36     | 1      |
| 2022-2023       | Cosenza         | B               | 30+1       | 1          | CI              | 1               | 0               | -             | -             | -             | -           | -           | -           | 32     | 1      |
| 2023-feb. 2024  | Cosenza         | B               | 13         | 0          | CI              | 0               | 0               | -             | -             | -             | -           | -           | -           | 13     | 0      |
| Totale Cosenza  | Totale Cosenza  | Totale Cosenza  | 43+1       | 1          |                 | 1               | 0               |               | -             | -             |             | -           | -           | 45     | 1      |
| feb.-giu. 2024  | Crotone         | C               | 11+1       | 0          | -               | -               | -               | -             | -             | -             | -           | -           | -           | 12     | 0      |
| 2024-2025       | Crotone         | C               | 15+2       | 1          | CI-C            | 2               | 0               | -             | -             | -             | -           | -           | -           | 19     | 1      |
| Totale Crotone  | Totale Crotone  | Totale Crotone  | 45+3       | 1          |                 | 3               | 0               |               | -             | -             |             | -           | -           | 61     | 1      |
| Totale carriera | Totale carriera | Totale carriera | 439+20     | 27+1       |                 | 16              | 1               |               | -             | -             |             | -           | -           | 475    | 29     |